# Eiskunstlauf-Europameisterschaft 1898
Die 6. Eiskunstlauf-Europameisterschaft fand am 26. Februar 1898 in Trondheim statt.
Ulrich Salchow gewann seinen ersten von insgesamt neun Europameisterschaftstiteln.

## Ergebnis

### Herren
| Platz | Sportler       | Land     |
| ----- | -------------- | -------- |
| 1     | Ulrich Salchow | Schweden |
| 2     | Johan Lefstad  | Norwegen |
| 3     | Oscar Holthe   | Norwegen |

Punktrichter:
- H. Bratt  Norwegen
- A. Gellein  Norwegen
- Kindt  Norwegen
- J. Kunig  Norwegen
- H. N. Stabel  Norwegen

## Quelle
- European figure skating championships 1891–1899. Skatabase, archiviert vom Original am 4. Dezember 2008; abgerufen am 18. Mai 2018 (englisch).